# هاینریش فردریش فون دیز
هاینریش فردریش فون دیز (زاده ۲ سپتامبر ۱۷۵۱ – درگذشته ۷ آوریل ۱۸۱۷) یک دیپلمات و شرق‌شناس آلمانی بود. او در سال ۱۷۸۹ توسط فردریک کبیر به دلیل خدمات دیپلماتیک خود به عنوان کاردار پروس در امپراتوری عثمانی منصوب شد.

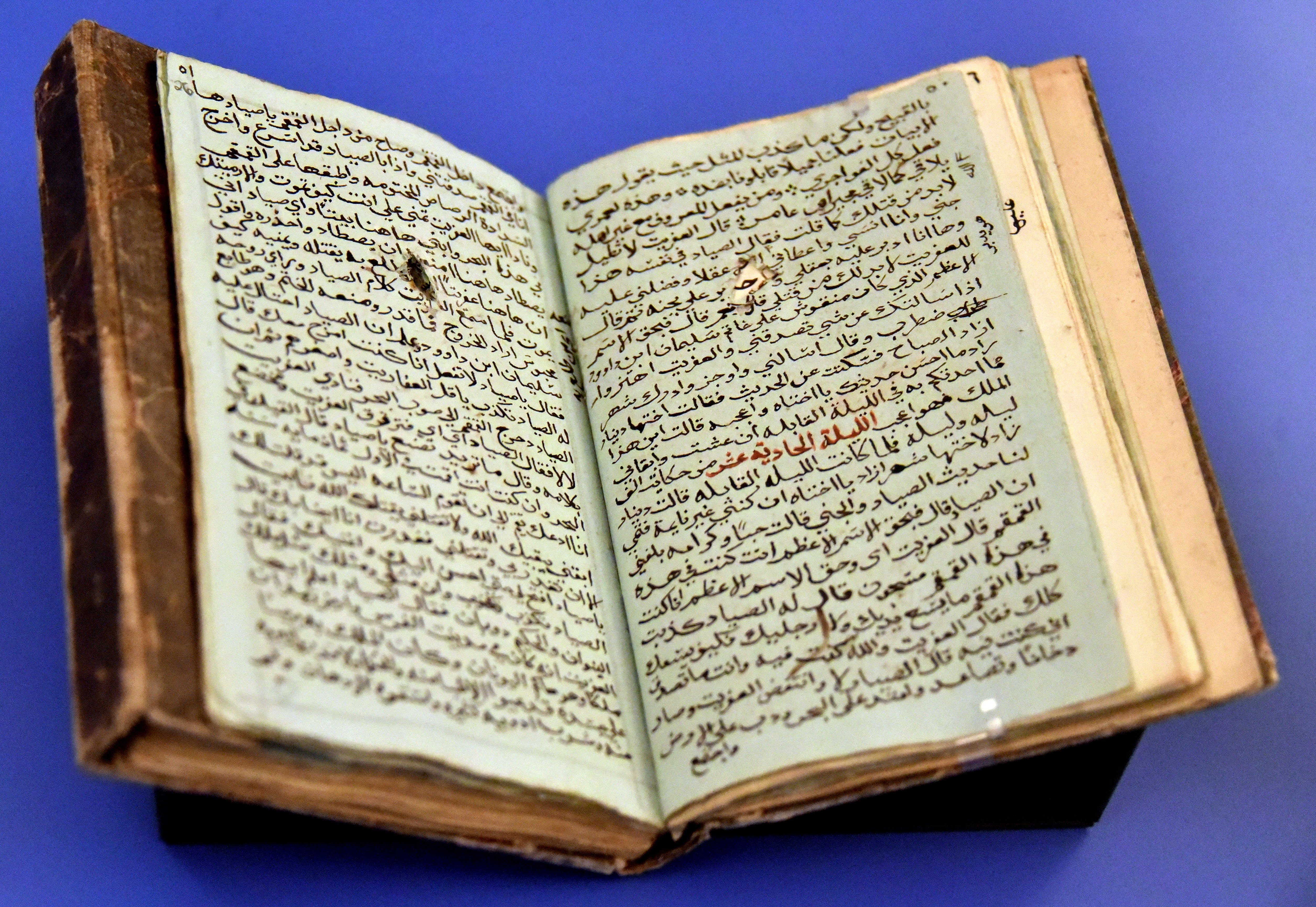
نسخهٔ خطی عربی بخش‌هایی از شب‌های عربی (هزار و یک شب)، گردآوری شده توسط هاینریش فردریش فون دیز، قرن ۱۹ میلادی، منشأ نامشخص.

## زندگی‌نامه
دیز در ۲ سپتامبر ۱۷۵۱ در برنبورگ، آنهالت-برنبورگ به دنیا آمد. پدرش کریستین فردریش دیز تاجر نساجی اهل برنبورگ بود. مادرش، ماریا الیزابت زولیکوفر، اهل ماگدبورگ، پادشاهی پروس بود. خانواده‌اش مدت کوتاهی پس از تولد او از برنبورگ به ماگدبورگ نقل مکان کردند. او قبل از تحصیل در رشته حقوق در سال ۱۷۶۹ به مدرسه‌ای در ماگدبورگ رفت. وی پس از پایان تحصیلات خود به عنوان وکیل پایه یک دادگستری در پروس مشغول به کار شد و به عنوان منشی دادگاه منصوب شد.
او پس از چند سال کار در خدمات دولتی، در سال ۱۷۸۴ از سوی فردریک کبیر برای یک کار دیپلماتیک به قسطنطنیه اعزام شد. امپراتور به درخواست او، دیز را به عنوان کاردار پروس در امپراتوری عثمانی منصوب کرد. او در این سمت از سال ۱۷۸۶ تا ۱۷۹۰ در کاخ طوپقاپو خدمت می‌کرد او به عنوان یک دیپلمات، یک اتحاد رسمی بین عثمانی‌ها و پروس‌ها را در ۳۱ ژانویه ۱۷۹۰ امضا کرد. او به عنوان پاداشی برای خدمات دیپلماتیک خود، در سال ۱۷۸۶ به مقام اشرافی ارتقا یافت. پس از نجیب شدن، به او این حق داده شد که عبارت اصیل «فون» را در نام خانوادگی خود قرار دهد. او تا سال ۱۷۹۱ به عنوان شورای هیئت مخفی در قسطنطنیه به خدمت خود ادامه داد، زمانی که به دلیل جنگ روسیه و ترکیه از کار برکنار شد. او به برلین نقل مکان کرد و در آنجا با فرستاده ویژه عثمانی احمد عظمی افندی کار کرد. او اواخر همان سال کشور را ترک کرد و به کلبرگ نقل مکان کرد و تا سال ۱۸۰۷ در آنجا ماند و در آنجا به عنوان خیر، در کلیسای جامع عروج خدمت کرد.
او در اواخر عمر خود یک محقق خصوصی و آزاداندیش بود و در ویلای خود که مشرف به شپری در نزدیکی برلین بود، کتاب‌ها، نقاشی‌های ایرانی و آثار باستانی را جمع‌آوری می‌کرد. او به عنوان یک روشنفکر با یوهان ولفگانگ فون گوته، آگوست تولوک و یوهان ویلهلم لودویگ گلیم ارتباط داشت و آثار مختلفی در مورد فرهنگ مشرق نوشت. او در سال ۱۸۱۴ به عضویت افتخاری آکادمی علوم پروس درآمد و در سال ۱۸۱۶ عضو خارجی آکادمی علوم گوتینگن شد.
دیز در ۷ آوریل ۱۸۱۷ درگذشت و دارایی هنگفت و کتابخانه‌ای متشکل از ۱۷۰۰۰ کتاب را به جای گذاشت که به کتابخانه دولتی پروس و کلیسای جامع برلین به ارث رسید.